# ドミニク・デュトワ
ドミニク・デュトワ（Dominique Du Toit、1997年5月19日 - ）は、オーストラリアの女子ラグビー選手。

## プロフィール
- ジンバブエ・マロンデラ出身[1]。
- 身長 167cm、体重 56kg
- 女子オーストラリア代表に選ばれたことがある[2]。

## 略歴
2021年、東京五輪の7人制女子オーストラリア代表に選ばれた。
2024年、パリ五輪の7人制女子オーストラリア代表に選ばれた。